# Axel Werner
Axel Werner (ur. 28 lutego 1996 w Rafaeli) – argentyński piłkarz występujący na pozycji bramkarza w meksykańskim Atlético San Luis.